# Philippe de Vitry
Philippe de Vitry (París, 31 d'octubre de 1291 - Meaux, 9 de juny de 1361) va ser un dels principals intel·lectuals francesos de la seva època: compositor, teòric musical, cantant, poeta, filòsof i bisbe. Se'l considera com un dels principals teòrics de l'ars nova, així com un compositor de gran talent, innovador i influent. Va viatjar molt i sovint s'implicà en les relacions internacionals. Els seus motets van tenir una gran divulgació i un èxit aclaparador, així com la seva poesia.

## Biografia
Nascut a París el 31 d'octubre de 1291, es coneixen pocs detalls de la seva vida. Es creu que podria haver estudiat a la Universitat de París, ja que en alguns documents se l'anomena Magister. Més tard, va ostentar càrrecs de secretari i conseller en les corts de Carles IV, Felip VI i Joan II. Potser ajudat per aquestes connexions, va obtenir diverses canongies, incloent les de Clermont, Beauvais, i París i va servir durant un temps en el seguici de l'antipapa a Avinyó.
També va ser diplomàtic i soldat i se sap que va estar en el d'Aiguillon. El 1351 va arribar a ser bisbe de Meaux, a l'est de París. Com es movia en els cercles polítics i artístics més importants, va conèixer moltes figures destacades de la seva època, com Petrarca, i al famós matemàtic i teòric musical Nicole Oresme. Finalment va morir el 9 de juny de 1361 a Meaux.

## Obra
Philippe de Vitry destaca en la història de la música per haver escrit un tractat musical, Ars Nova, que va donar nom a un període de la música medieval, l'ars nova. Les seves obres mostren innovacions en la notació, principalment en la part mensural i en el ritme, que van fer possible la creació d'obres musicals complexes en les dècades successives i que culminaria en l'ars subtilior. Freqüentment també se li atribueix el desenvolupament del concepte d'isorítmia.
Encara que va escriure cançons i motets, només han arribat fins a nosaltres alguns dels motets. Cada un d'ells és completament únic, explorant una sola idea estructural.
A continuació se citen algunes de les obres que han arribat fins als nostres dies. Cal tenir en compte que algunes d'elles són atribuïdes i que només es té la total certesa de la seva autoria en unes quantes:

### Motets a 3 veus
- Colla jugo subdere; Bona condit; Libera me
- Cum statua Nabucodonosor; Hugo, Hugo, princeps invidie; Magister invidie
- Douce playsence; Garison selon nature; Neuma quinti toni
- Firmissime fidem; Adesto, sancta trinitas; Alleluya, Benedictus
- Floret cum vana gloria - Florens vigor - Neuma quinti toni
- Petre Clemens tam re quam nomine; Lugentium siccentur occuli
- Tribum que non abhorruit; Quoniam secta latronum; Merito hec patimur
- Tuba sacre fidei; In arboris; Virgo sum
- Aman novi probatur; Heu, Fortuna subdola; Heu me, tristis est
- Dantur officia; Quid scire proderit nova et vetera
- Orbis orbatus; Vos pastores adulteri; Fur non venit

### Motets a 4 veus
- Vos quid admiramini; Gratissima virginis species; Gaude, gloriosa
- Impudenter circumivi; Virtutibus laudabilis; Alma redemptoris

### Intabulacions
- Adius (2 veus)
- Tribum quem non abhorruit

## Discografia
- 1988 - Philippe de Vitry: Motets and Chansons. Sequentia. Deutsche Harmonia Mundi 77095. (Informació a Medieval.org) (anglès)
- 1990 - Philippe de Vitry and the Ars Nova. Orlando Consort. Amon Ra 49. Deutsche Harmonia Mundi 77095. (Informació a Medieval.org) (anglès)